# وادي الصفويات
وادي الصفويات أو خور الصفيوات هو وادٍ جاف موسمي في ناحية بصية بجنوب شرق محافظة المثنى في هضبة الدبدبة بالبادية العراقية جنوب العراق، مساحته 348.55 كيلومتراً مربعاً، طوله 61.5 كيلومتراً.

## وصلات خارجية
- خور الصفيوات في الخريطة السعودية رقم 203 (B) (kHAWR AS SUFAYWAT)